# روب يونغ
روب يونغ هو مهندس الصوت ومهندس كندي، ولد سنة 1947 في ساسكس ‏ في كندا.

## وصلات خارجية
- روب يونغ على موقع IMDb (الإنجليزية)
- روب يونغ على موقع ألو سيني (الفرنسية)
- روب يونغ على موقع قاعدة بيانات الفيلم (الإنجليزية)